# Allen Woodring
Allen Woodring (15. února 1898 Hellertown, Pensylvánie – 15. listopadu 1982 Clearwater, Florida) byl americký atlet, sprinter, olympijský vítěz v běhu na 200 metrů z roku 1920.

## Sportovní kariéra
Na olympiádu v Antverpách v roce 1920 se nejprve nekvalifikoval (na předolympijských závodech v USA skončil pátý). Krátce před zahájením olympijských sozutěží nahradil původně nominovaného běžce, který nemohl startovat. Postoupil do finále, ve kterém neočekávaně zvítězil v čase 22,0.